# 米哈伊尔·米舒斯京
米哈伊尔·弗拉基米罗维奇·米舒斯京（俄语：Михаи́л Влади́мирович Мишу́стин，羅馬化：Mikhail Vladimirovich Mishustin，發音：[mixɐˈil vlɐˈdʲimʲirəvʲitɕ miˈʂusʲtʲɪn]；1966年3月3日—），俄罗斯政治人物和经济学家，其在2010年至2020年间担任俄罗斯联邦税务局局长。2020年1月，受俄羅斯總統普京提名，米舒斯京担任俄罗斯总理，以接替辭職的梅德韦杰夫。

## 生平

### 早年经历
米哈伊尔·米舒斯京于1966年3月3日生于莫斯科。1989年，進入莫斯科机床工具学院（现为莫斯科國立技術大學）就讀，主修计算机辅助设计，1992年，在莫斯科机床工具学院完成研究生课程，2010年取得俄罗斯政府国民经济学院（现为俄罗斯总统国民经济和公共管理学院）经济学博士学位。
自研究生院毕业后，米舒斯京担任测试实验室主任，后来领导国际非营利组織国际计算机俱乐部（ICC）的董事会。

### 进入政坛
1998年，米舒斯京成为公务员，担任联邦税务局局长鲍里斯·费奥多罗夫的助手一职，负责会计和控制税收支付信息系统，之後則擔任聯邦稅務局副局长级、俄罗斯经济发展部联邦不动产地籍管理局负责人（Rosnedvizhimost）、联邦经济特区管理署负责人（RusSEZ）等职。
2008年，辞去政府职务後，担任俄罗斯联合金融集团总裁和UFG Asset Management的管理合伙人，负责资产管理和私募股权，最終辭職並擔任聯邦稅務局局長。
2009年2月，加入俄罗斯聯邦总统的人事储备。
2010年4月，担任俄羅斯聯邦税務局局長。

### 总理生涯
2020年1月15日，米舒斯京被俄罗斯总统弗拉基米尔·普京提名为俄罗斯总理，接替辭職的德米特里·梅德韦杰夫。1月16日，国家杜马在沒有反對票的情況下通過普京的總理提名。
2020年4月30日，在2019冠狀病毒病疫情期間，米舒斯京接受病毒核酸檢測後確診。第一副總理安德烈·別洛烏索夫被米舒斯京提議在其隔離期間暫時代行總理職責。5月19日，米哈伊尔·米舒斯京出院并返回工作岗位。
2024年5月10日，俄罗斯总统普京向国家杜马提名米舒斯京为俄新一届政府总理。当天，俄国家杜马全体会议以375票赞成、57票弃权、0票反对的表决结果，通过了关于批准米舒斯京担任俄政府总理的决议草案，并将决议送交普京。普京随后签署命令，任命米舒斯京为新一届政府总理。